# Bahnstrecke Wernau–Abzweigstelle Schnaitwald
| Streckenlänge: | 2,023 km             |                           |                           |
| Spurweite: | 1435 mm (Normalspur) |                           |                           |
| Stromsystem: | 15 kV 16,7 Hz ~      |                           |                           |
| Streckengeschwindigkeit: | 40 km/h              |                           |                           |
| |                      |                           |                           |
| \| \| \| von Immendingen \| \| \| \| 0,000 \| Wernau (Neckar) \| Wernau (Neckar) \| \| \| \| nach Plochingen \| \| \| \| 1,50 \| Fils \| Fils \| \| \| \| von Stuttgart \| \| \| \| 2,023 \| Abzweigstelle Schnaitwald \| Abzweigstelle Schnaitwald \| \| \| \| nach Neu-Ulm \| \| |                      |                           |                           |
| Strecke |                      | von Immendingen           | von Immendingen           |
| Bahnhof | 0,000                | Wernau (Neckar)           | Wernau (Neckar)           |
| Abzweig ehemals geradeaus und nach links |                      | nach Plochingen           | nach Plochingen           |
| Brücke über Wasserlauf (Strecke außer Betrieb) | 1,50                 | Fils                      | Fils                      |
| Abzweig ehemals geradeaus und von links |                      | von Stuttgart             | von Stuttgart             |
| ehemalige Blockstelle | 2,023                | Abzweigstelle Schnaitwald | Abzweigstelle Schnaitwald |
| Strecke |                      | nach Neu-Ulm              | nach Neu-Ulm              |

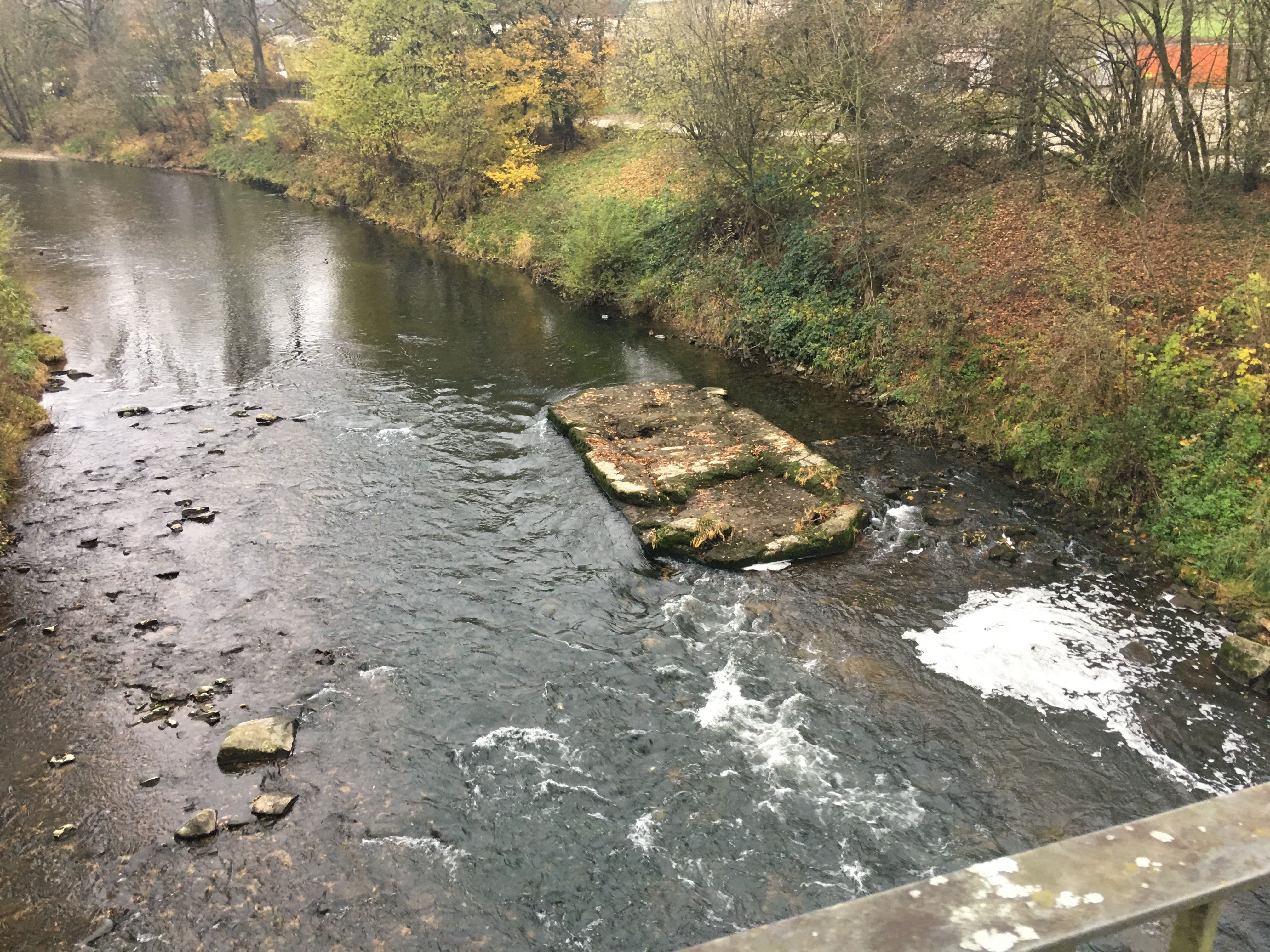
Fundament des ehemaligen Brückenpfeilers in der Fils

Die Bahnstrecke Wernau–Abzweigstelle Schnaitwald war eine 2,023 Kilometer lange Eisenbahnstrecke im heutigen Baden-Württemberg. Als Verbindungskurve verband sie den Bahnhof Wernau (Neckar) an der Bahnstrecke Plochingen–Immendingen mit der damaligen Abzweigstelle Schnaitwald an der Filstalbahn. Über die eingleisige elektrifizierte Hauptbahn waren direkte Fahrten aus Richtung Tübingen in Richtung Ulm beziehungsweise umgekehrt ohne Fahrtrichtungswechsel im Bahnhof Plochingen möglich. 
Die kurz vor Ende des Zweiten Weltkriegs gebaute Verbindungskurve sollte im Fall einer weitreichenden Zerstörung der Schienenwege im Großraum Stuttgart eine Umfahrung ermöglichen. Sie wurde am 15. Februar 1945 von der Deutschen Reichsbahn eröffnet. Nachdem sie kaum genutzt wurde, wurde sie bereits 1946 wieder aufgegeben und anschließend zurückgebaut. Neben der Brücke über die Fils existierten zwei weitere Kunstbauten: eine Brücke über den Filskanal und eine Feldwegüberführung.
Die Abzweigstelle Schnaitwald war ursprünglich nur eine Blockstelle, nach Stilllegung der Verbindungskurve wurde sie wieder zu einer solchen zurückgestuft. In den 1970er Jahren löste die Deutsche Bundesbahn die Betriebsstelle Schnaitwald ganz auf.